# Estrecho de Dinamarca
El estrecho de Dinamarca (en danés Danmarksstrædet, en islandés Grænlandssund, cuyo significado literal es estrecho de Groenlandia) es un estrecho marino que conecta el mar de Groenlandia con el océano Atlántico, y que está localizado entre la costa suroriental de la isla de Groenlandia (que pertenece al Reino de Dinamarca), al noroeste, y la isla de Islandia, al sureste. La noruega isla de Jan Mayen está localizada al noreste del estrecho.
Este paso tiene 480 km de largo y 290 km de ancho (de este a oeste). La corriente marina de Groenlandia oriental pasa a través del estrecho transportando icebergs por el sur hasta el océano Atlántico.
La corriente de Groenlandia Oriental fluye desde el lado occidental del Estrecho de Dinamarca y forma la bomba de Groenlandia, la "cascada submarina" más grande del mundo con una caída vertical de aprox. 3,5 km, donde cada segundo caen unos 3.000.000  m³ de agua fría y salada desde una profundidad de 600 m a 4000 m, pero el agua fría fluye hacia los lados debido al efecto Coriolis, y ligeramente hacia abajo. La "cascada" se llama corriente de contorno debido a la desviación y la caída lenta. La caída del agua fría a través del agua caliente es lenta, ya que el agua salada fría tiene una densidad ligeramente mayor que el agua salada ligeramente más caliente.
Durante la Segunda Guerra Mundial tuvo lugar una batalla en este lugar, la batalla del Estrecho de Dinamarca, el 24 de mayo de 1941.

## Geografía
El estrecho conecta el Mar de Groenlandia, una extensión del Océano Ártico, con el Mar de Irminger, una parte del Océano Atlántico. Se extiende 480 kilómetros (300 millas) de largo y 290 kilómetros (180 millas) de ancho en su parte más estrecha, entre Straumnes, el promontorio noroeste de la península de Westfjords (Región de Vestfirðir en Islandia), y el cabo Tupinier en la costa en el este de Groenlandia. La delimitación oficial de la Organización Hidrográfica Internacional (OHI) entre los océanos Ártico y Atlántico Norte se extiende desde Straumnes hasta el cabo Nansen, 132 km (82 millas) al suroeste de cabo Tunpinier. De Straumnes a cabo Nansen la distancia es de 336 km (209 millas).

## Geología
El estrecho de Dinamarca, ubicado entre Groenlandia e Islandia, es una característica geográfica significativa con interesantes características geológicas. 
En cuanto a su configuración tectónica, el estrecho de Dinamarca se sitúa a lo largo de la Dorsal Mesoatlántica, que es un límite tectónico divergente donde las placas tectónicas de América del Norte y Eurasia se están separando. Este entorno geológico contribuye a la actividad volcánica y a la formación de la corteza oceánica. El lecho marino del estrecho de Dinamarca está compuesto por varias capas sedimentarias, incluyendo sedimentos terrígenos de las masas de tierra cercanas y sedimentos biogénicos formados a partir de organismos marinos. Estas capas ofrecen información sobre las condiciones climáticas y oceanográficas pasadas.
El estrecho contiene diversas características submarinas, como crestas y valles, modelados por la actividad volcánica y glacial. La presencia de características como la plataforma islandesa y la plataforma de Groenlandia Oriental influye en la corriente y el transporte de sedimentos dentro del estrato.
El estrecho de Dinamarca es notable por su papel en la circulación termohalina. El agua fría y densa se hunde en el estrecho, contribuyendo a las corrientes oceánicas profundas. Este proceso desempeña un papel crucial en los patrones de circulación oceánica global. La región tiene una historia de glaciación, que ha moldeado su geología actual. La erosión y deposición glacial han influido en la topografía de las áreas circundantes y en los depósitos sedimentarios que se encuentran en el estrecho.
El estrecho de Dinamarca se abrió durante el período Eoceno (hace entre 56,0 y 33,9 millones de años), lo que dio lugar a esa importante circulación oceánica en aguas profundas. Con el tiempo, la profundidad del estrecho aumentó, superando los 600 metros del Mioceno.

## Hidrografía
La profundidad del estrecho, donde la elevación Groenlandia-Islandia corre a lo largo del fondo del mar, es de 191 metros (625 pies). La corriente fría de Groenlandia Oriental pasa a través del estrecho y lleva icebergs al sur hacia el Atlántico Norte. Alberga importantes pesquerías.
La cascada submarina conocida más grande del mundo, conocida como la cascada del Estrecho de Dinamarca, fluye por el lado occidental del Estrecho de Dinamarca.

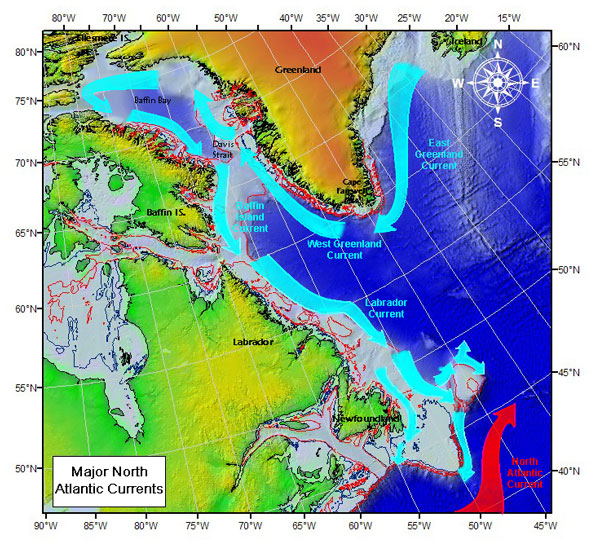
La corriente oriental de Groenlandia (arriba a la derecha de la imagen) viaja a través del Estrecho de Dinamarca trayendo aguas frías del Océano Ártico.

### Corrientes
A lo largo de la costa de Islandia, una rama de la corriente cálida de Irminger corre de sur a norte. A lo largo de la costa de Groenlandia, de norte a sur, corre la Corriente de Groenlandia Oriental, que transporta hielo durante todo el año.
En 2004, oceanógrafos Steingrimur Jonsson y Hedinn Valdimarsson del Instituto Oceanográfico de Woods Hole hallaron pruebas de otra corriente que fluye por la vertiente norte de Islandia y se adentra en el estrecho danés. La corriente recibió el nombre de Corriente del Norte de Islandia. En 2008, una expedición en la que participó Bob Pickart confirmó experimentalmente la existencia de la corriente. Según la hipótesis actual, la corriente detectada suministra aproximadamente la mitad del volumen de agua que sale posteriormente del estrecho de Dinamarca. Una expedición repetida en 2011, dirigida por Steingrimur Jonsson, Robert Picart, Laura de Steur, Kjetil Väge y Hedinn Valdimarsson, llevó a cabo nuevas investigaciones sobre esta corriente.

## Presencia de icebergs
El estrecho de Dinamarca, situado entre Groenlandia e Islandia, es una región distinta y única con condiciones y riesgos específicos relacionados con los icebergs. Esta zona es especialmente sensible debido a su proximidad a la costa oriental de Groenlandia, de donde se desprenden muchos icebergs, lo que hace de esta área un punto crítico en términos de seguridad marítima y factores ambientales. Las características del estrecho de Dinamarca lo convierten en una región de especial preocupación tanto para la navegación como para los aspectos ecológicos, sobre todo debido al tamaño y la deriva de los icebergs en la zona.

### Presencia de Icebergs en el Estrecho de Dinamarca
Los icebergs en el estrecho de Dinamarca provienen principalmente de los glaciares a lo largo de la costa oriental de Groenlandia, que alimentan esta región con un flujo continuo de hielo. Los glaciares, en particular los ubicados en los fiordos de Sermilik y Kangerdlugssuaq, producen grandes icebergs que se desplazan hacia el estrecho de Dinamarca. La capa de hielo de Groenlandia ha experimentado un derretimiento rápido en las últimas décadas, lo que ha llevado a un aumento en la cantidad de icebergs en esta región.
Una vez que los icebergs se desprenden de los glaciares de Groenlandia, son transportados hacia el estrecho de Dinamarca por las corrientes oceánicas. Las corrientes principales en esta región, como la Corriente de Groenlandia Oriental, empujan los icebergs hacia el sur. Sin embargo, el movimiento de los icebergs es altamente variable y depende de factores como los patrones de viento, las temperaturas del agua y el tamaño del iceberg. Los icebergs en el estrecho de Dinamarca pueden desplazarse hacia las rutas comerciales, lo que convierte a esta zona en un punto crítico para el monitoreo de la actividad de los icebergs.
El estrecho de Dinamarca alberga a menudo una alta concentración de icebergs, especialmente durante determinadas estaciones. Normalmente, la actividad de los icebergs alcanza su punto máximo durante la primavera y el verano, cuando el deshielo en Groenlandia es más activo. Sin embargo, algunos icebergs permanecen presentes durante todo el año, aunque su número tiende a disminuir a medida que se desplazan hacia aguas más cálidas.

### Riesgos específicos que suponen los icebergs en el estrecho de Dinamarca
En el estrecho de Dinamarca, el peligro no solo proviene de los icebergs que son visibles por encima de la línea de flotación, sino también de aquellos que tienen una parte sumergida significativa. En promedio, alrededor del 90% de la masa de un iceberg se encuentra bajo el agua, y en el estrecho de Dinamarca, esta porción sumergida es especialmente peligrosa. Los barcos que navegan por esta zona deben tener cuidado con estas masas ocultas, que son difíciles de detectar con los radares tradicionales. Incluso con tecnología moderna de sonar, la extensión total del iceberg sumergido puede ser difícil de medir y navegar de forma segura a su alrededor.
El estrecho de Dinamarca es una ruta marítima bastante transitada, especialmente para los barcos que se desplazan entre el Atlántico Norte y las regiones Árticas. Las aguas frías de la zona y la presencia de icebergs constituyen un riesgo particular para la navegación. Los barcos pueden encontrarse con icebergs inesperadamente, especialmente en áreas donde los patrones de corriente son más complejos. Los icebergs pueden desviarse hacia las rutas comerciales directas, lo que puede causar daños severos o colisiones. El peligro se agrava en los meses de invierno, cuando los icebergs pueden ser más difíciles de detectar debido a la mala visibilidad, la niebla o la oscuridad.
Los icebergs en el estrecho de Dinamarca también tienen consecuencias ambientales. El agua dulce liberada cuando los icebergs se derriten puede afectar la salinidad y la densidad del agua del océano, lo que puede influir en las corrientes marinas locales. Estas corrientes juegan un papel clave en la regulación del clima y los ecosistemas marinos de la región. El derretimiento del hielo también afecta a las poblaciones de plancton y otras formas de vida marina que dependen de condiciones específicas de temperatura y salinidad.
Las frías aguas de la región, especialmente la Corriente de Groenlandia Oriental, significan que los icebergs no se derriten fácilmente cuando ingresan por primera vez al estrecho de Dinamarca. Sin embargo, a medida que los icebergs se desplazan hacia el sur, hacia el Atlántico más cálido, su derretimiento aumenta, lo que puede alterar aún más los ecosistemas marinos. Las diferencias de temperatura entre las frías aguas de Groenlandia y las aguas más cálidas del Atlántico también pueden causar que los icebergs se fracturen o generen grandes trozos de hielo, lo que aumenta el riesgo para los barcos.
El riesgo de encontrar icebergs es mayor durante ciertas estaciones, especialmente desde finales de la primavera hasta el verano. En estos meses, las temperaturas más cálidas en los glaciares de Groenlandia provocan un mayor desprendimiento de icebergs, lo que resulta en una mayor concentración de icebergs en el estrecho de Dinamarca. A medida que los icebergs se desplazan, pueden representar mayores riesgos en los períodos cuando el tráfico marítimo es más frecuente.
La capa de hielo de Groenlandia ha estado perdiendo masa a un ritmo acelerado en los últimos años, lo que contribuye a un aumento de los eventos de desprendimiento de icebergs. Esto da como resultado una mayor cantidad de icebergs en el estrecho de Dinamarca. Con los efectos del cambio climático, esta tendencia podría continuar, lo que conduciría a un aumento de los riesgos para las actividades marítimas en la región.

### Mitigación y monitoreo
Debido a la naturaleza específica de la presencia de icebergs en el estrecho de Dinamarca, existen medidas específicas para reducir los riesgos que estos representan.
La región se monitorea mediante imágenes satelitales y sistemas de seguimiento de icebergs, que proporcionan datos en tiempo real sobre el movimiento y tamaño de los icebergs en el estrecho de Dinamarca. Esto permite a las autoridades marítimas emitir alertas a los barcos en la zona, lo que ayuda a evitar colisiones con grandes masas de hielo.
Los barcos modernos que operan en el estrecho de Dinamarca están equipados con sistemas de radar y sonar diseñados para detectar tanto los icebergs visibles como los sumergidos. Estos sistemas son cruciales para identificar los icebergs antes de que representen una amenaza para el casco del barco.
Las compañías navieras a menudo ajustan sus rutas para evitar áreas con alta concentración de icebergs, especialmente durante las estaciones de mayor desprendimiento. Este enfoque proactivo minimiza el riesgo de colisiones y daños.
Aunque el estrecho de Dinamarca no está tan patrullado por rompehielos como otras regiones polares, a veces se despliegan para crear caminos navegables a través de áreas con grandes icebergs, especialmente cuando el volumen de hielo aumenta. Los rompehielos pueden despejar caminos y reducir el riesgo para otros barcos.

## Historia

### Vikingos
Los vikingos fueron los primeros en cruzar el estrecho, durante la expedición de Erik el Rojo en 986 desde Islandia. A pesar de las habilidades de navegación de los vikingos, la travesía resultó peligrosa y once de los veinticinco barcos se hundieron debido a las malas condiciones. Los barcos utilizados eran, según Graeme Davis, difícilmente aptos para tal viaje. Erik el Rojo luego continúa su viaje y llega a la costa oeste de Groenlandia.

### Segunda Guerra Mundial

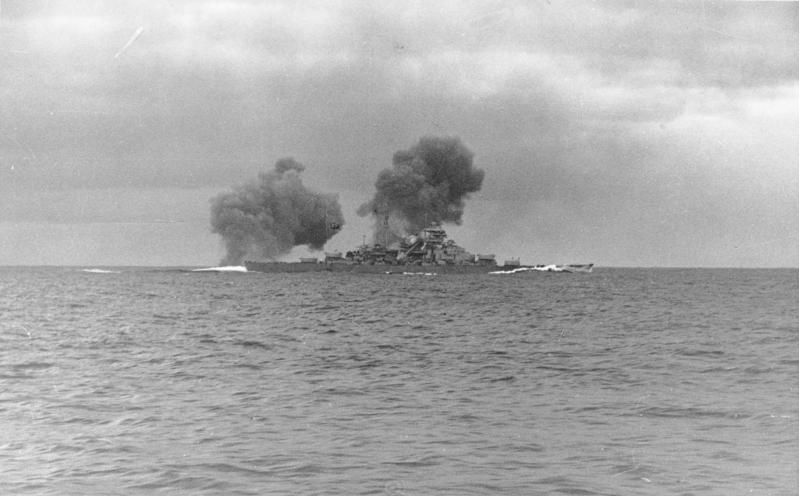
El acorazado alemán Bismarck dispara contra el HMS Prince of Wales británico durante la batalla del Estrecho de Dinamarca.

Desde un punto de vista estratégico, el Estrecho de Dinamarca forma parte de la línea GIUK (Groenlandia, Islandia y UK) que controla el acceso al Océano Atlántico para los barcos que parten del norte de Europa.
Batalla del Estrecho de Dinamarca: durante la Segunda Guerra Mundial, el acorazado alemán Bismarck salió de Alemania y entró en el Estrecho de Dinamarca para adentrarse en el Atlántico. El 24 de mayo de 1941, fue interceptado por dos barcos británicos durante la Batalla del Estrecho de Dinamarca: el HMS Hood fue hundido por el Bismarck y el HMS Prince of Wales resultó dañado. Tres días después, el Bismarck fue hundido en el Atlántico por la Marina británica.

### Frontera fero-islandesa
En la década de 1950, Estados Unidos desplegó en el Estrecho el sistema de vigilancia SOSUS. Su objetivo era detectar submarinos soviéticos que entraban en el Océano Atlántico. La eficacia de la frontera disminuyó tras la introducción de submarinos de tercera generación menos ruidosos (Varshavyanka y otros). En 2007, todas las estaciones costeras del SSAS estaban en modo automático (lo que no requiere que los operadores estén de guardia las 24 horas del día), y algunas de las estaciones hidroacústicas del sistema estaban inactivas.

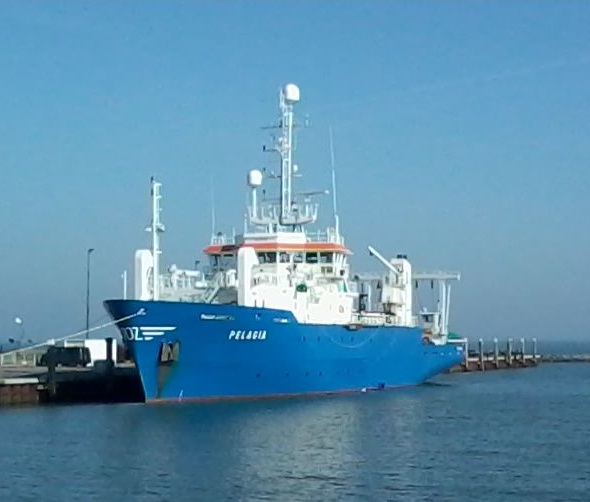
Buque de investigación Pelagia, en su base de Texel, el 5 de marzo de 2013.

## Fauna
El Estrecho de Dinamarca, es un entorno marino único y ecológicamente rico. Su fauna está influenciada por la mezcla de aguas frías del Ártico y aguas más cálidas del Atlántico, creando un hábitat diverso.
Las especies de peces que habitan en las aguas del esctrecho son: el bacalao, el bacalao atlántico es prevalente y es una especie clave tanto para la pesca comercial como para el ecosistema; el arenque, estos peces en cardumen son vitales para las pesquerías locales y como presa para especies más grandes; el lenguado de Groenlandia Reinhardtius hippoglossoides, se encuentra en aguas más profundas; este pez plano es un depredador importante y se pesca comercialmente.
En el estrecho también habitan los siguientes maíferos marinos: ballenas, la zona es frecuentada por varias especies de ballenas, incluyendo rorcual Minke, ballenas jorobadas y orcas, que migran a través del estrecho; las focas comunes y las focas pías Pagophilus groenlandicus se encuentran también presentes, a menudo vistas descansando en bloques de hielo o cerca de las costas.
En cuanto a aves, hay aves marinas y aves migratorias. Las aves marinas  incluyen especies tales como los frailecillos, los urías y los gaviotines son abundantes, especialmente durante las temporadas de cría. Se alimentan de las ricas poblaciones de peces.  Muchas aves migratorias hacen paradas en la región durante sus trayectorias, aprovechando la abundante oferta alimentaria.
En las aguas también habitan invertebrados. Ellos son pequeños crustáceos como el krill son cruciales para la red alimentaria, sirviendo como fuente de alimento primaria para peces y mamíferos marinos más grandes; pepinos de Mar y estrellas de mar, estos equinodermos juegan roles importantes en el ecosistema bentónico, contribuyendo al ciclo de nutrientes.
Abundan el fitoplancton y el zooplancton, estos organismos microscópicos forman la base de la red alimentaria, sustentando todo el ecosistema marino.

### Dinámica y conservación
La mezcla de aguas cálidas y frías en el Estrecho de Dinamarca crea un entorno productivo, caracterizado por la alta disponibilidad de nutrientes, que apoya una vida marina rica y variada. Esta área también es significativa por su papel en la circulación oceánica y la regulación del clima, ya que el agua fría del Ártico se hunde y contribuye a la circulación termohalina global.
El Estrecho de Dinamarca enfrenta presiones ambientales por el cambio climático, la sobrepesca y el tráfico marítimo potencial. Los esfuerzos de conservación son críticos para mantener la salud de sus ecosistemas y la biodiversidad que depende de ellos.